# Bad (singolo Michael Jackson)
Bad è una canzone scritta, composta e interpretata dal cantante statunitense Michael Jackson, estratta come secondo singolo dal suo settimo album in studio omonimo, e pubblicata il 7 settembre 1987.
Bad è diventato uno dei singoli di maggiore successo e maggiormente conosciuti di Michael Jackson, raggiungendo la posizione numero 1 della classifica generale di Billboard, scalando diverse altre classifiche nel mondo e raggiungendo la numero 1 anche in Belgio, Irlanda, Italia, Paesi Bassi e Spagna mentre si fermò alla numero 3 nella classifica del Regno Unito.
La canzone venne candidata a due Grammy Award nel 1988 come Miglior interpretazione pop maschile e come Miglior interpretazione R&B maschile e vinse un American Music Award come Miglior singolo Soul/R&B lo stesso anno.
Nel 2018 la RIAA lo ha certificato Disco di platino per vendite superiori ad un milione di unità negli Stati Uniti.
Nel 2006 il singolo fu ripubblicato e inserito nel cofanetto Visionary: The Video Singles.
Un remix di Bad con Afrojack, DJ Buddha e Pitbull è stato prodotto nel 2012 per Bad 25, la ristampa dell'album uscita in occasione dei 25 anni dalla sua uscita. È stato reso disponibile come singolo digitale prima dell'uscita dell'album, tramite iTunes e Amazon.com il 14 agosto 2012.

## Descrizione
La canzone venne scritta e composta dallo stesso Michael Jackson e prodotta da Quincy Jones. La scrittura e le registrazioni del brano ebbero luogo presso i Westlake Recording Studios nel gennaio del 1987 durante le prime sedute d'incisione per l'album omonimo.
Nella sua autobiografia Moonwalk, Jackson descrisse così il significato della canzone e del videoclip:

### Il mancato duetto con Prince
In origine, la canzone doveva essere interpretata anche dal cantante e musicista Prince e venne pensata pertanto come un duetto tra i due in cui i due artisti avrebbero avuto una sorta di scontro vocale per ironizzare sulla loro presunta rivalità, tanto pubblicizzata dai media dell'epoca. Quincy Jones organizzò così un incontro segreto tra Jackson e Prince nell'estate del 1986. Jackson aveva terminato una demo della canzone che ascoltarono nella sala di controllo dello studio di registrazione. Per pubblicizzare il possibile futuro duetto, Jackson aveva già previsto di far trapelare alcune storie alla stampa su un'escalation della rivalità tra i due. Prince era incuriosito, ma scettico. Era interessato a lavorare con Jackson, ma non gli piaceva il fatto che Jackson avesse il controllo del progetto.
Quincy Jones, in un'intervista inclusa nella Special Edition dell'album Bad nel 2001, ha dichiarato che Prince alla fine si tirò indietro e disse a Jackson che non voleva più partecipare al progetto e che riteneva che la canzone «sarebbe stata una hit anche senza di lui». In un'intervista con VH1 nel 1997, Prince ha parlato della mancata collaborazione, ironizzando sul testo della canzone, spiegando che aveva avuto qualche problema con la strofa iniziale:

## Video musicale

### Retroscena

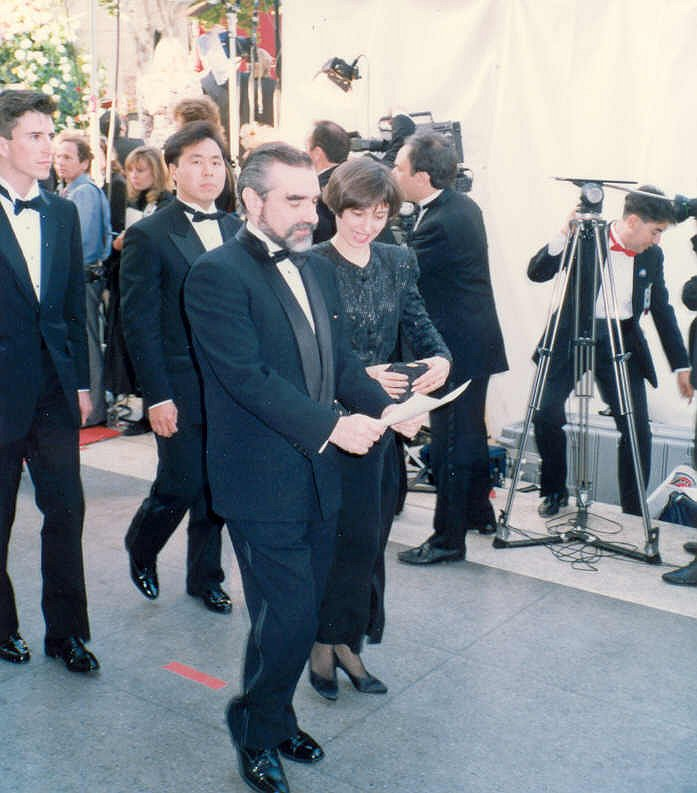
Il regista Martin Scorsese nel 1990, tre anni dopo l'uscita di Bad.

Il videoclip di Bad venne diretto da Martin Scorsese e venne realizzato con un budget di circa 2.200.000$, diventando all'epoca il video più costoso della storia, superando il record dello stesso Jackson che apparteneva al video di Thriller, che richiese invece 800.000$. Bad è rimasto il video più costoso fino al 1991, quando venne superato da Black or White dello stesso Jackson con 4.000.000$.
Scorsese in quel periodo stava lavorando al film Il colore dei soldi con Paul Newman e Tom Cruise. Il regista interruppe quindi le riprese per 4 giorni e portò tutto il suo staff a New York per lavorare con Jackson, tra cui il direttore della fotografia Michael Chapman (che aveva lavorato anche a Toro scatenato e Taxi Driver), lo sceneggiatore Richard Price, la produttrice Barbara De Fina e la montatrice di fiducia di Scorsese, Thelma Schoonmaker.
Il regista dichiarò riguardo al video e a lavorare con Jackson: 

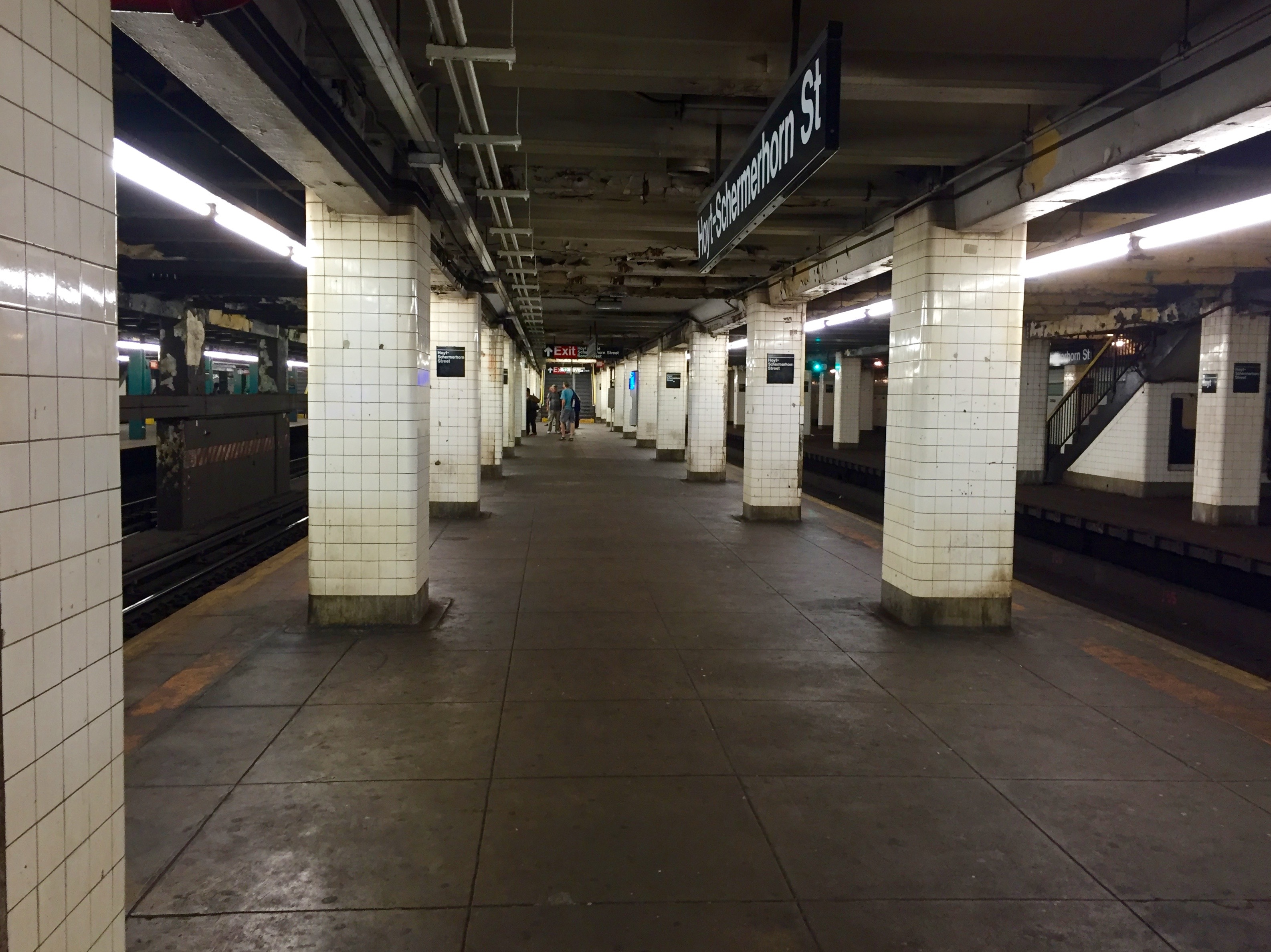
La piattaforma della fermata della metropolitana newyorchese Hoyt-Schermerhorn Streets dove venne girato il video di Bad.

La sceneggiatura per il video di Bad è stata scritta dallo scrittore Richard Price ed è stata ispirata dalla vera storia di un giovane di Harlem di nome Edmund Perry, lo stesso argomento del libro Best Intentions, di Robert Sam Anson. Perry fu ucciso a colpi di arma da fuoco da un poliziotto in borghese di New York che sosteneva che Perry avesse cercato di derubarlo. Il video romanticizza un po' le cose, permettendo al personaggio di Michael di danzare fuori dalla situazione, sebbene il finale sia ambiguo. La trama del video è in parte ispirata anche al musical e al film West Side Story.
La versione integrale del video dura 18 minuti mentre la versione più trasmessa dalle televisioni musicali dell'epoca, come MTV, dura 4:20. Il video è ambientato a New York mentre il corpo centrale nella stazione della metropolitana di New York, Hoyt-Schermerhorn Streets, la stessa utilizzata in alcune scene del film-debutto di Jackson, The Wiz nel 1978 e dove erano state girate anche alcune scene del film cult I guerrieri della notte (1979).

### Trama
Nella versione lunga del video, vediamo il personaggio interpretato da Jackson, Daryl, che ritorna a casa nel suo vecchio quartiere nel Bronx di New York dopo il college e dove deve affrontare gli amici, tra i quali recita anche Wesley Snipes, in uno dei suoi primi ruoli in assoluto, che cercano di trascinarlo verso atti delinquenziali. Lo scontro tra la volontà di rimanere onesto di Daryl ed i suoi tre amici viene simboleggiato dalla danza sulle note della canzone.

### Trasmissione ed accoglienza

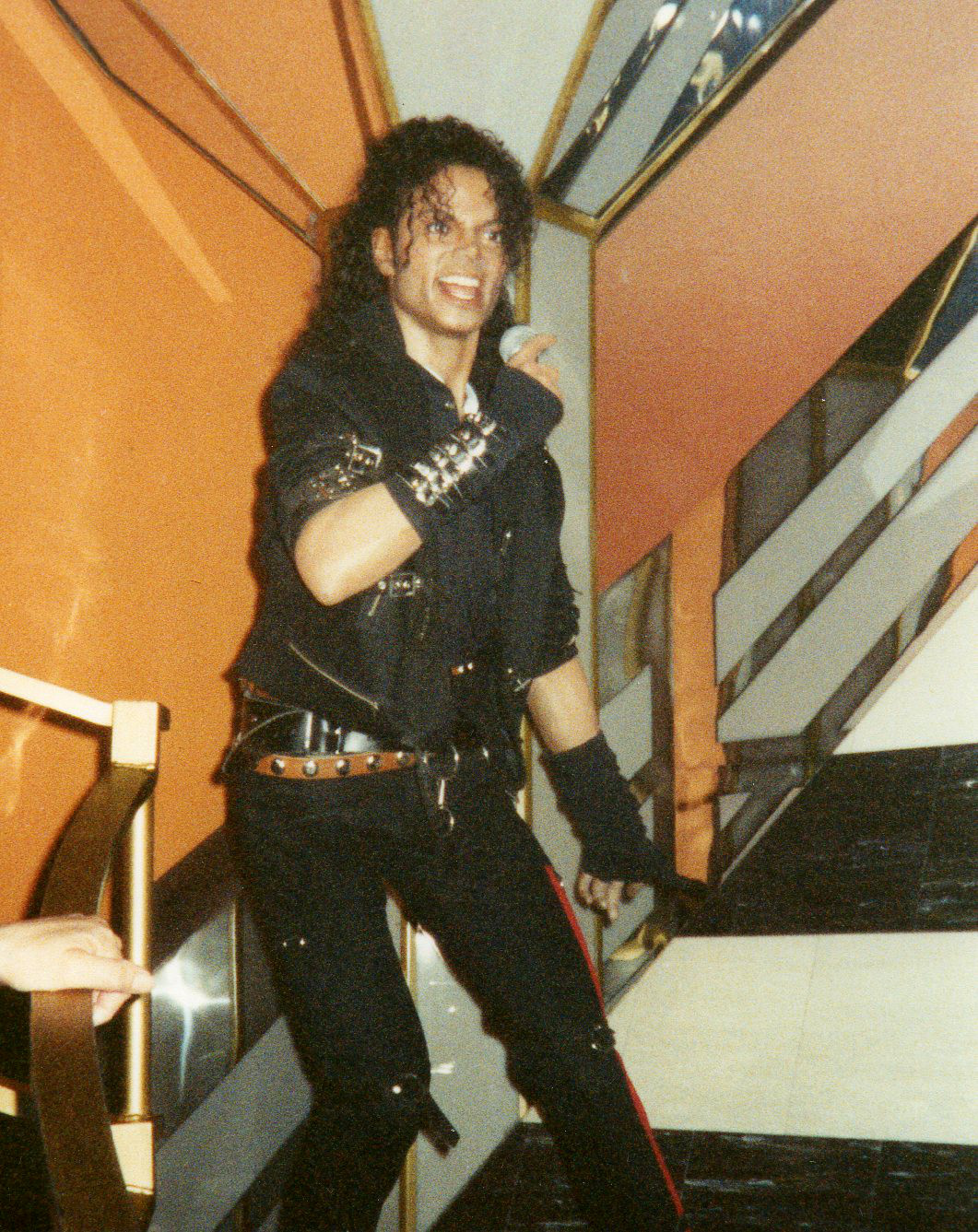
Statua di cera di Jackson del Madam Tussauds a Londra che lo ritrae come appariva nel video di Bad.

Il video venne mostrato in anteprima mondiale il 31 agosto 1987 sul canale televisivo americano CBS, durante uno speciale televisivo intitolato "Michael Jackson - The Magic Returns" (La magia ritorna) ed ebbe subito un grande successo. Il video suscitò anche alcune controversie a causa del cambiamento della pelle di Jackson, che fino a qualche tempo prima era nera, e da qui in poi iniziò a schiarirsi a causa della vitiligine, malattia della pelle diagnosticata al cantante nel 1986, che aveva da prima anche se in forma più lieve, ma che il cantante non dichiarerà pubblicamente fino ad un'intervista rilasciata ad Oprah Winfrey nel 1993 suscitando pertanto, fino ad allora, numerose teorie sul perché dello "sbiancamento".

### Pubblicazione video
Una versione del video interpretata da dei bambini e intitolata Badder, venne inserita nel lungometraggio interpretato da Jackson, Moonwalker del 1988 e nella relativa versione home video uscita in vari formati a partire dal 1989. Il video ufficiale non venne pubblicato in via ufficiale fino al 1995 quando apparve nella raccolta Video Greatest Hits - HIStory dove in VHS era possibile trovarlo nella versione corta mentre in DVD (pubblicato negli anni seguenti) venne presentato per la prima volta nella sua versione integrale di 18 minuti. In seguito è stato ripubblicato, in versione breve, nella raccolta di video Number Ones del 2003 e nel box set Visonary in DualDisc nel 2006, mentre nel 2010 nella raccolta Michael Jackson's Vision, venne ripubblicato in versione completa e rimasterizzata.

### Parodie
Nel 1988 il cantante comico "Weird Al" Yankovic realizzò una parodia di Bad, dal titolo Fat, accompagnata anche da un video shot-for-shot, parodia dell'originale, girato nella stessa stazione della metropolitana.
Nel lungometraggio Moonwalker del 1988, lo stesso Jackson decise di parodiare la propria canzone e il suo video, facendola interpretare da dei bambini e chiamandola Badder.

## Promozione

### Esecuzioni dal vivo
Bad è stata eseguita in tutti i concerti del Bad World Tour cantata da Jackson sul palco mentre improvvisava alcuni passi, senza la presenza dei ballerini e, pertanto, senza la celebre coreografia del videoclip. In seguito venne eseguita, sempre nella stessa versione improvvisata, in alcune tappe del Dangerous World Tour (dalla partenza fino al 15 luglio 1992 ad Oslo e in tutti i concerti a Tokyo nel dicembre 1992). Nonostante la popolarità del brano, Jackson non inserirà Bad nella scaletta del successivo HIStory World Tour, dove appariranno solo alcune immagini del videoclip in un montaggio video sugli schermi giganti. Come è possibile vedere nel lungometraggio Michael Jackson's This Is It del 2009, un piccolo snippet di Bad venne inserito da Jackson nel balletto in stile militare (soprannominato The Drill) prima della canzone They Don't Care About Us, che avrebbe dovuto far parte del suo residency show This Is It a Londra, ma che non ebbe mai luogo a causa della sua morte improvvisa. Secondo alcune voci Jackson avrebbe dovuto provare la canzone nella sua completezza per il This Is It prima di imbarcarsi nei concerti londinesi o per la second leg del tour prevista nel 2010.

### Versione per la pubblicità della Pepsi
Nel maggio del 1986, Jackson aveva firmato con la PepsiCo un contratto di sponsorizzazione da 50 milioni di dollari, che il Guinness dei primati aveva definito "il più grande accordo di sponsorizzazione commerciale nella storia mai concluso tra una società privata e un artista". L'accordo prevedeva anche che il cantante apparisse in alcune pubblicità della Pepsi-Cola in tutto il mondo. Michael Jackson registrò così una "versione Pepsi" di Bad per alcune pubblicità della bevanda che andarono in onda nel corso del 1987 e del 1988, in cui cambiò il testo del brano aggiungendo alcune allusioni alla nota bevanda (come nel ritornello in cui cantava "You know I'm bad, and Pepsi is cool..."), come aveva fatto per il precedente album con la canzone Billie Jean.

## Tracce

### Versione originale (1987)
Vinile 7" Stati Uniti e Europa
1. Bad (7" Single Mix) – 4:07 (Michael Jackson)
2. I Can't Help It – 4:28 (Stevie Wonder, Susaye Greene)

Durata totale: 8:35
Vinile 7" Regno Unito
Testi e musiche di Michael Jackson.
1. Bad (7" Single Mix) – 4:07
2. Bad (Dance Mix Radio Edit) – 4:54

Durata totale: 9:01
Vinile 12" maxi Regno Unito
Testi e musiche di Michael Jackson.
1. Bad (Extended Dance Mix with "False Fade") – 8:24
2. Bad (7" Single Mix) – 4:07
3. Bad (Dub version) – 4:07
4. Bad (A Cappella) – 3:49

Durata totale: 20:27
Vinile 12" maxi e CD maxi Stati Uniti
Testi e musiche di Michael Jackson.
1. Bad (Extended Dance Mix Includewith "False Fade") – 8:24
2. Bad (7" Single Mix) – 4:07
3. Bad (Dance Mix Radio Edit) – 4:54
4. Bad (Dub Version) – 4:07
5. Bad (A Cappella) – 3:49

Durata totale: 25:21

### The Visionary Single(2006)
Testi e musiche di Michael Jackson.
1. Bad (7" Single Mix) – 4:07
2. Bad (Extended Dance Mix with "False Fade") – 8:22
3. Bad (Videoclip, Short Version) – 4:22

Durata totale: 16:51

### Bad 25 (2012)
Singolo digitale
1. Bad (Afrojack Remix) (feat. Pitbull) (DJ Buddha Edit) – 4:29

Singolo HMV
1. Bad (Afrojack Remix) (feat. Pitbull) (The Derry Mix) – 3:54

### Versioni ufficiali
1. Bad (Album Version) (versione originale prima edizione album omonimo. Unica versione in cui anche nei primi due ritornelli e nel secondo e terzo preritornello sono presenti alcune parti con i fiati) – 4:08
2. Bad (7" Single Mix) (dal 1988 in tutte le ristampe dell'album a cura della Sony Music. In questa versione i fiati si inseriscono solo negli ultimi due ritornelli) – 4:07
3. Bad (Extended Dance Mix with "False Fade") – 8:22
4. Bad (Dance Mix Radio Edit) – 4:56
5. Bad (Dub Version) – 4:07
6. Bad (A Cappella) – 3:49
7. Remember the Time/Bad (Immortal Version) – 4:39
8. Bad (Videoclip, Short Version) (versione più comune del videoclip, inclusa nel VHS Video Greatest Hits - HIStory, in Number Ones e nell'edizione target di Bad 25) – 4:22
9. Bad (Videoclip, Full Version) (versione integrale del videoclip, inclusa nel DVD Video Greatest Hits - HIStory e nella triplice raccolta in DVD Michael Jackson's Vision) – 18:05

## Formazione
- Michael Jackson: voce e cori
- Michael Jackson, Christopher Currell e Quincy Jones: arrangiamento ritmico
- John Robinson: batteria
- Douglas Getschal: programmazione batteria
- David Williams: chitarra elettrica
- Greg Phillinganes: solo al sintetizzatore
- Jimmy Smith: solo all'organo Hammond B3
- Larry Williams e Kim Hutchcroft: sassofoni
- Paulinho Da Costa: percussioni
- Gary Grant e Jerry Hey: trombe
- Cristopher Currel: tastiere Synclavier, chitarre digitali e rubboard
- John Barnes e Michael Boddicker: sintetizzatori

## Successo commerciale
Bad fu la seconda canzone consecutiva dell'omonimo album, dopo I Just Can't Stop Loving You, ad arrivare alla posizione numero 1 nella Billboard Hot 100, la classifica dei 100 singoli più venduti in USA, dove approdò il 24 ottobre 1987. La traccia è entrata alla numero 1 anche sulla Billboard Hot R&B Songs e Billboard Hot Dance Club Play. Bad ha debuttato al numero 5 nella classifica del Regno Unito il 26 settembre 1987 per poi raggiungere la numero 3. Ad oggi Bad rimane uno dei singoli di maggior successo dell'artista, con oltre 4 milioni di copie vendute nel mondo (si colloca rispettivamente al 5º posto dei singoli più venduti di Jackson).

## Classifiche

### Classifiche settimanali
| Classifica (1987)              | Posizione massima |
| ------------------------------ | ----------------- |
| Australia                      | 4                 |
| Austria                        | 9                 |
| Belgio (Fiandre)               | 1                 |
| Canada                         | 5                 |
| Danimarca                      | 1                 |
| Europa                         | 1                 |
| Finlandia                      | 6                 |
| Francia                        | 4                 |
| Germania                       | 4                 |
| Irlanda                        | 1                 |
| Italia                         | 1                 |
| Norvegia                       | 2                 |
| Nuova Zelanda                  | 2                 |
| Paesi Bassi                    | 1                 |
| Portogallo                     | 2                 |
| Regno Unito                    | 3                 |
| Spagna                         | 3                 |
| Stati Uniti                    | 1                 |
| Stati Uniti (dance club)       | 1                 |
| Stati Uniti (dance/electronic) | 1                 |
| Stati Uniti (R&B)              | 1                 |
| Sudafrica                      | 4                 |
| Svezia                         | 4                 |
| Svizzera                       | 3                 |
| Classifica (2006)              | Posizione massima |
| Francia                        | 48                |
| Irlanda                        | 24                |
| Italia                         | 33                |
| Paesi Bassi                    | 27                |
| Regno Unito                    | 16                |
| Spagna                         | 1                 |
| Classifica (2009)              | Posizione massima |
| Australia                      | 27                |
| Austria                        | 38                |
| Danimarca                      | 37                |
| Germania                       | 44                |
| Italia                         | 11                |
| Paesi Bassi                    | 53                |
| Regno Unito                    | 40                |
| Spagna                         | 20                |
| Stati Uniti (digital)          | 23                |
| Svezia                         | 25                |
| Svizzera                       | 15                |

### Classifiche di fine anno
| Classifica (1987) | Posizione |
| ----------------- | --------- |
| Australia         | 22        |
| Belgio (Fiandre)  | 24        |
| Canada            | 54        |
| Francia           | 48        |
| Germania          | 75        |
| Italia            | 4         |
| Paesi Bassi       | 14        |
| Stati Uniti       | 59        |